# Aqüeducte de l'Anijol
L'Aqüeducte de l'Anijol és una obra de Sant Vicenç de Torelló (Osona) inclosa a l'Inventari del Patrimoni Arquitectònic de Catalunya.

## Descripció
Pont de cinc arcades de mig punt amb un o dos esperons que travessa el torrent de l'Anijol, poc abans de desembocar al riu Ges. El parament està format per un aparell de còdols reomplert de pedres sense tallar. Les parts menys conservades han estat consolidades amb maons.

## Història
A la vall del Ges són molt freqüents els ponts perquè ha estat una zona molt poblada. Aquest pont és només un exemple dels molts que hi ha a la vall. Actualment està en desús al haver canviat el curs de la carretera per anar de Sant Pere de Torelló a Sant Vicenç de Torelló.